# Sibon dimidiatus
Sibon dimidiatus es una especie de serpiente que pertenece al género Sibon. Es nativo del sur de México, Belice, Guatemala, Honduras, Nicaragua, y Costa Rica. Su hábitat natural se compone de bosque húmedo de tierras bajas, bosque premontano, y en menor grado en bosque húmedo montano bajo. Su rango altitudinal oscila entre 0 y 1900 m s. n. m.. Es una serpiente arbórea y nocturna que se alimenta principalmente de caracoles y babosas.